# Schönfeld (Olbernhau)
Schönfeld ist ein Ortsteil der sächsischen Stadt Olbernhau im Erzgebirgskreis. Schönfeld bildet zusammen mit Pfaffroda die Ortschaft Pfaffroda /Schönfeld.

## Geografie

### Lage
Das Waldhufendorf Schönfeld liegt etwa 5 Kilometer südwestlich von Sayda im Erzgebirge. Die Ortslage erstreckt sich über etwa 1 Kilometer südlich der Biela den Hang hinauf. Westlich und südwestlich begrenzt der Arlitzwald die Ortsflur. Durch den Ort führt im Norden die Bundesstraße 171 Olbernhau–Sayda.

### Nachbarorte
| Pfaffroda |                                             | Dittmannsdorf |
| Hallbach  | Kompassrose, die auf Nachbargemeinden zeigt |               |
|           |                                             | Heidersdorf   |

## Geschichte
Die Geschichte von Schönfeld ist aufgrund der geografischen Nähe zu Pfaffroda eng mit dessen Geschichte verflochten.
Die erste urkundliche Erwähnung des Ortes datiert von 1346, im Jahre 1445 schreibt man den Ortsnamen Schonfelt, im gleichen Jahr wurden Pfaffroda und Schönfeld erstmals als Besitz der Herrschaft von Schönberg auf Purschenstein urkundlich erwähnt. Mit der Reformation 1539 kam Schönfeld zur Parochie Pfaffroda. August Schumann nennt 1823 im Staatslexikon Schönfeld betreffend u. a.: 

„Die Einwohner, gegen 150 an der Zahl in 30 Häusern, sind nach Pfaffroda gepfarrt, und nähren sich meist mit Ackerbau (vorwiegend Flachsbau), Viehzucht und Tagelöhnerei.“

1877 wurde die Freiwillige Feuerwehr gegründet. 1935 wurde in Schönfeld eine Straßenbeleuchtung in Betrieb genommen.

Im Werk „Neue Sächsische Kirchengalerie“ von 1901 heißt es Schönfeld betreffend u. a.: 

„Um das Jahr 1500 wird erwähnt, daß […] Schönfeld 14 »besessene Mann« gehabt habe. Jetzt sind es […] in Schönfeld 10 Güter, 16 Wirtschaften, 37 Häusler […]. Zu mannigfachen Zeiten Kriegsleiden kam ein weiteres Übel, das viele Opfer forderte, die Pest. Im Jahre 1599 trat sie noch gelinde auf. […] Verheerender ging sie durch die Gemeinde im Jahre 1626. Es starben […] in Schönfeld 115 Personen, […]. Die Gemeinde Pfaffroda besitzt drei Gottesäcker. Der älteste ist der Kirchhof (Anmerk.: in Pfaffroda). Doch auch die beiden anderen, im Oberdorf von Pfaffroda und in Schönfeld gelegen, haben ein hohes Alter. […] Der Schönfelder Gottesacker wurde 1604 erweitert. […] 1624 wird in Schönfeld ein »neuer Gottesacker erwähnt«, auf dem am 3. Februar zuerst beerdigt wurde. Er scheint später für die Pestleichen bestimmt worden zu sein. Auf den beiden jetzt noch benutzten Gottesäckern steht je eine einfache Begräbniskapelle.“

Am 1. Juli 1950 wurde Schönfeld nach Pfaffroda b. Sayda eingemeindet.
Am 1. Januar 2017 wurde die Gemeinde Pfaffroda mit allen Ortsteilen in die Stadt Olbernhau eingemeindet.

## Entwicklung der Einwohnerzahl
| Jahr | Einwohnerzahl                           |
| ---- | --------------------------------------- |
| 1551 | 12 besessene Mann, 47 Inwohner          |
| 1764 | 10 besessene Mann, 14 Häusler, 10 Hufen |
| 1834 | 339                                     |

| Jahr | Einwohnerzahl |
| ---- | ------------- |
| 1871 | 435           |
| 1890 | 406           |
| 1910 | 463           |

| Jahr | Einwohnerzahl |
| ---- | ------------- |
| 1925 | 464           |
| 1939 | 467           |
| 1946 | 511           |

| Jahr | Einwohnerzahl |
| ---- | ------------- |
| 2017 | 307           |
| 2020 | 287           |
| 2023 | 279           |